# Julio Baghy
Julio Baghy (ungerska Baghy Gyula), född 13 januari 1891 i Szeged, död 18 mars 1967, var en ungersk författare och skådespelare. Han lärde sig esperanto 1911 och började arbeta för esperantorörelsen under en sexårig krigsfångenskap i Sibirien. Han var en framstående esperantoaktivist och lärare, och under en tid vice ordförande för Esperantoakademin. 
Baghys far var skådespelare och hans mor teatersufflör. Efter skolgången blev även han skådespelare och regissör vid olika teatrar. Kriget avbröt hans karriär och han tvingades tillbringa sex år utanför sitt hemland i rysk krigsfångenskap. Redan under hans ungdom publicerades många av hans dikter och noveller i ungerska tidskrifter. 1911 lärde han känna esperanto, och dess "inre idé" (interna ideo) lockade honom omedelbart. Hans omfattande engagemang för esperanto började redan i fånglägret i Sibirien, där han ledde flera kurser för människor från olika länder. Sedan han återvänt till Ungern efter kriget blev han en av de viktigaste ledarna för esperantorörelsen: han höll många kurser på olika nivåer, ledde Esperanto-Rondo Amika, arrangerade litterära kvällar och så vidare. 
Under flera esperantistiska världskongresser var han skådespelare och regissör av kongressens teaterstycken. Han utarbetade ett detaljerat förslag för omorganisering av esperantorörelsen: Publika letero ("Öppet brev")(1931). Baghy agiterade mycket för att höja esperantogemenskapens andliga nivå, och denna målsättning hade även hans initiativ att göra Zamenhofs födelsedag till esperantobokens dag. Som esperantolärare enligt Cseh-metoden under de sista åren ledde han många kurser i Estland, Lettland, Nederländerna, Frankrike med flera platser. 
Baghy medverkade i många esperantotidskrifter, och var en av chefredaktörerna för Literatura Mondo (till 1933). Hans verk kännetecknas av den tendens som hans ordspråk uttrycker: "Kärlek skapar fred, Fred bevarar mänsklighet, Mänsklighet är högsta idealism." ("Amo kreas pacon, Paco konservas homecon, Homeco estas plej alta idealismo.") Hans första dikter, som tillkommit under hans ryska krigsfångenskap, mottogs med överraskning och glädje. Esperantopoesin alltfrån Zamenhofs dikter och ända fram till första världskriget präglades av språklig begränsning. Förutom Baghy och den experimenterande Grabowskis ville eller kunde ingen poet frigöra sig från den unga esperantopoesins traditionalism. 
Efter overksamheten under världskriget kom Baghys poesi, som var individuell, ny och melodirik. Hans första diktsamling, Preter la vivo (1922) visade en ny väg till esperantopoesin. I hans andra diktsamling, Pilgrimo (1926), mognar hans talang mer, men hans patos framträder samtidigt starkare och ger poesin mer inslag av romantik. I den sista diktsamlingen La vagabondo kantas (1933) återgår Baghy till det klassiska esperantospråket, ibland med inflytande från den ungerska poesin. 
Hans första roman Viktimoj (1926) är en roman från krigsfångens liv. Hans mest betydelsefulla verk är den omfattande romanen Hura! (1930), som delvis är en satir om det mänskliga samhället och dess invånare, delvis en utopi. 
I boken Migranta Plumo finns hans dramatik. I sitt skrivande i början av 1930-talet blir Baghy mer och mer satirisk och en skarp och kraftig kritiker av esperantorörelsen. Hans verk La teatra korbo (1934) innehåller minnen från barndomen och bekännelser om människan och författaren. Den ger också många detaljer ur Baghys esperantokarriär. 
Många av hans noveller och dikter har översatts till olika språk.

### Verk tillgängliga på Internet
- Lista över alla hans verk som kan tillgås på Internet
- Migranta Plumo
- La Verda Koro
- La Vagabondo Kantas